# Мондови
За града в Алжир, носил същото име вижте Дреан.
Мондовѝ (на италиански: Mondovì) е град и община в западната част на Северна Италия.

## География
Мондови се намира в провинция Кунео на регион Пиемонт. Населението му е 22 659 души към 31 януари 2009 г.

## История
Основан е през 1198 г., а през 16 век става един от най-големите градове в Пиемонт. От 1560 до 1719 в града се намира най-старият пиемонтски университет.

## Фотогалерия
- Площад „Маджоре“
- Съдебната палата
- Кулата „Белведере“